# Pasirlaja
Pasirlaja is een bestuurslaag in het regentschap Bogor van de provincie West-Java, Indonesië. Pasirlaja telt 12.284 inwoners (volkstelling 2010).